# Hijo de la Luna
Hijo de la Luna (litt. « Enfant de la Lune ») ou Dis-moi Lune d’argent en version française, est une chanson du groupe espagnol Mecano. Elle est écrite par José María Cano, le fondateur du groupe, et chantée par Ana Torroja. Elle est sortie initialement en 1986 dans l'album Entre el cielo y el suelo (édition Espagne) mais connaît d'autres versions en plusieurs langues dont le français, dans l'album Descanso dominical, et de nombreuses reprises.

## Historique

### En tant que groupe Mecano
Créé en 1981, Mecano est un groupe espagnol dont on trouve les albums en section « import » en France (donc plus chers, sans promotion, etc). À partir de leur cinquième album, en 1988, ils adoptent une démarche marketing consistant à publier des versions adaptées aux marchés locaux via les filiales de leur maison de disque, notamment en Italie et en France. Hijo de la Luna est l'un des titres qui vont se retrouver ainsi de version en version. Il existe en trois langues : la version originale hispanophone (Hijo de la Luna), la version francophone (Dis-moi Lune d'argent) et la version italophone (Figlio della Luna), à laquelle s'ajoutera une version par la chanteuse en solo. Ces versions se retrouvent sur différents albums, selon les années, parus de manière adaptée aux pays concernés :
- Le titre original en espagnol apparait sur le quatrième album du groupe, Entre el cielo y el suelo, en 1986 et le titre sort comme cinquième extrait de l'album en Espagne en 1987.
- Il sort en version espagnole sur l'album spécialement réédité pour la France Descanso dominical en 1989 (qui verra le tube « Une femme avec une femme », lui-même adapté en langue française dans une seconde version de cet album pour la France, en 1990), album français qui permettra à Mecano de se tenir 83 semaines dans le Top 50 (avec Une femme...)
- Il sort en 1989 sous le titre Figlio della Luna et donne ce titre à l'album homonyme qui contient des versions italiennes des albums Entre el cielo y el suelo et de Descanso dominical), et en format singles et maxi-singles en 1989. Ce sera le seul album du groupe sans morceau espagnol.
- Il apparaît sous le titre Dis-moi Lune d'argent (adapté par D. Burgard en français), en 1991, dans l'album Aidalai (version spécialement éditée pour la France et les pays francophones, qui comprend 7 morceaux en français, 6 en espagnol, 1 instrumental) et le morceau en français sort en single en 1991 (la face B étant l'original en espagnol). C'est à ce moment-là que sont tournés les clips vidéos.
- En 1998, le titre est présent en espagnol dans l'album Ana|José|Nacho (qui contient des morceaux originaux et des anciens, version 2 CD), et sous le titre Dis-moi Lune d'argent dans la version française de ce même album (1CD).

### Une fois séparés
Le groupe se sépare en 1992 (il se reformera temporairement en 1998 pour sortir la compilation Ana|José|Nacho), et chacun des fondateurs du groupe enregistre une nouvelle version :
- En 2005, Nacho Cano crée en Espagne la comédie musicale Hoy no me puedo levantar qui comprend des titres de Mecano et les siens. On y trouve Hijo de la Luna écrite par son frère José Maria Cano.
- En 2005, Ana Torroja chante le refrain de "Enfants de la lune", titre rap du groupe marseillais Psy 4 de la rime sur l'album intitulé Enfants de la lune.
- Le titre sort en single en version mariachi sur la compilation de la chanteuse de Mecano en solo Ana Torroja, en 2006 (avec sortie d'un clip), album Me Cuesta Tanto Olvidarte (titre d'un single du groupe) dans lequel elle reprend uniquement des titres de Mecano réarrangés et qui sera suivi d'une tournée en Espagne.
- En 2008, Ana Torroja chante le titre en duo avec le chanteur espagnol Raphael, "50 años después" (un clip est diffusé du duo).
- il figure en espagnol dans le jeu vidéo de karaoké SingStar Mecano[1] (PS2 et PS3), sorti en 2009
- En 2010, Nacho Cano sort Nacho Cano Presenta Mecandance, nouvelle comédie musicale, et une compilation CD de titres de Mecano remixés version dance, dans laquelle se trouve Hijo de la Luna (réinterprété vocalement par la troupe).

## Reprises
Plus de quarante artistes ont repris la chanson :
- Nydia Caro, sur l'album Hija de la luna (1988)
- Eleni Dimou, sur l'album Μια ζωή δεν φτάνει (Mia zoi then ftanei ; 1991)
- Tuula Amberla, sur l'album Kuun poika (1992)
- Montserrat Caballé, sur l'album Eternal Caballé (1993)
- Editus, sur l'album Siempre vol.1 (1995)
- María Dolores Pradera, sur l'album As de corazones (1999)
- Loona, sur l'album Lunita (1999)
- Sarah Brightman, sur l'album La Luna (2000)
- Ivana Jordan, sur l'album Znam to i osecam (2001)
- Belle Perez (feat. Voice Male), sur l'album Everything (2001)
- Valensia Clarkson, sur l'album Luna luna (2001)
- Mario Frangoulis, sur l'album Sometimes I dream (2002)
- Andreas Winkler, sur l'album Canzone d'Amore ICKKCK[Quand ?]
- María Inés Guerra, sur l'album María Inés (2003)
- Mors Principium Est, sur l'album Inhumunity (2003)
- Małgorzata Walewska, sur l'album Bogini ksiezyca (2004)
- Bandari, sur l'album Moonlight Bay (2004)
- Arthur Hanlon, sur l'album Mecanomanía (2006)
- Stravaganzza, sur l'album Hijo del miedo (2006)
- Lyriel, sur l'album Autumntales (2006)
- Lara Fabian, sur l'album Un regard 9 Live (2006)
- PSY4 de la Rime, sur l'album Enfant de la lune (2006)
- Anne Buckley, sur l'album Celtic Goddess (2006)
- Ana Torroja, sur l'album Me cuesta tanto olvidarte (2006)
- Asgard, sur l'album Dreht euch Sterne (2006)
- Dannilu, sur l'album A question of honour (2007)
- Haggard, sur l'album Tales of Ithiria (2008)
- Jesús Toapanta, sur l'album The Magical Panflute vol.1 (2008)
- Paloma San Basilio (2008)
- Katra, sur l'album Beast Within (2008)
- Raphael, sur l'album 50 años después (2008)
- Suzanna Lubrano, sur l'album Festa Mascarado (2009)
- Bárbara P. Hennerfeind & Erik Weisenberger, sur l'album Agua y vino - A mi manera (2009)
- Highland, sur l'album Dimmi Perché (2008)
- Noel Schajris, sur l'album Uno no es Uno (Edición especial) (2010)
- Nacho Cano, sur l'album Mecandance (2010)
- Theatres des Vampires sur l'album Moonlight Waltz (2011)
- Vicky Leandros, sur l'album Zeitlos (2010)
- Mariachi del Valle, sur l'album la Nueva generación (2011)
- Vanessa Mae en version violon[Quand ?]
- Sumi Jo, sur l'album La Libera (2011)
- Mariachi Nuevo Tecalitlán, sur l'album Sonidos de Mariachi Rock-O: Jalisco vol.2 (2011)
- Arielle Dombasle, sur l'album Diva latina (2012)
- DJ Sammy feat. Nyah, en version électronique sur l'album Myclubroom vol.1 (2012)
- David Bisbal et Rafa Blas[Quand ?]
- Premier single de Rafa Blas[Quand ?]
- María Dolores Pradera, sur l'album Gracias a vosotros Vol. 2 (2013)
- Kids United Nouvelle Génération, sur l'album L'Hymne de la vie (2019)

Du 28 décembre 1998 au 11 janvier 1999, une version interprétée par la chanteuse espagnole Loona pris notamment la tête des ventes de singles en Allemagne, la seconde place en Suisse et la troisième en Autriche environ dans le même temps ou même encore Belle Perez en duo avec Male voice.
Le groupe allemand Haggard a repris la chanson dans sa version espagnole sur l'album Tales of Ithiria (2008).

## Paroles
Les paroles mettent en scène une gitane qui prie la Lune une nuit entière dans le but de se trouver un mari. À la fin de la prière, la Lune lui annonce qu'elle pourra trouver un homme, mais à condition que leur premier enfant lui soit offert en sacrifice. Ainsi quelques mois plus tard, l'enfant naît. Cependant, sa couleur de peau ne ressemble pas ni à celle de sa mère ni à celle de son père, elle est effectivement blanche « tout comme une hermine » et de plus, ses yeux sont gris. Son père en déduit instantanément que sa femme l'a trompé et la poignarde de colère. Puis il emmène son fils au sommet d'une colline voisine où il l'abandonne, exécutant ainsi la condition qu'avait fixée la Lune, alors qu'il n'en savait pourtant rien. La Lune élève alors l'enfant dans le ciel et le prend sous sa protection. Les jours où l'enfant est heureux, la Lune sera pleine, les jours où il pleurera elle formera un croissant pour lui servir de berceau.
Tout au long de la chanson, le refrain explique que la Lune veut devenir une mère mais ne trouve pas d'amant qui fera d'elle une femme et l'interroge quant à ce qu'elle ferait d'un enfant humain. La chanson fait aussi la critique de certaines mères en demandant combien pourraient-elles aimer leur enfant, alors qu'elles seraient enclines à le sacrifier pour avoir un amant (« que quien su hijo inmola para no estar sola, poco le iba a querer », « celle qui pour un homme, son enfant immole bien peu l'aurait aimé »). La réaction du père est aussi propice à réflexion. Sa fierté et son impulsivité le poussent à tuer sa bien-aimée et le mènent donc à la considérer comme son ennemie. La chanson peut être interprétée comme étant un mythe ayant pour but d'expliquer le cycle lunaire (la forme de la Lune changeant ici selon l'humeur de l'enfant).

## Clips
Le clip des versions française et espagnole a été réalisé en 1991 par l'artiste québécois Lewis Furey. Les deux versions sont quasiment identiques, seuls les plans avec la chanteuse au look androgyne, les deux autres membres jouant des scènes d'émotion (colère, rivalité) et un enfant au teint très blanc, avec un habillage poétique, ont été filmées séparément dans les deux langues.
En revanche, la version italienne du clip Figlio della luna est bien différente, quasiment filmé en direct, alternant un couple de danseurs avec le groupe.
En 2005, Ana Torroja reprend la chanson avec Psy 4 de la rime et apparaît dans le clip comme celle qui introduit les morceaux rap et le refrain.
Il existe également un clip dans la version mariachi sorti par Ana Torroja en solo en 2006.
Le clip du duo entre Ana Torroja et Raphael en 2008 les montre en studio.